# Taylor-Gletscher (Viktorialand)
Der Taylor-Gletscher ist ein rund 56 km langer Gletscher im ostantarktischen Viktorialand. Er fließt vom Polarplateau in das westliche Ende des Taylor Valley, das er nördlich der Kukri Hills erreicht. 
Teilnehmer der Discovery-Expedition (1901–1904) unter der Leitung des britischen Polarforschers Robert Falcon Scott entdeckten ihn. Sie hielten ihn irrtümlich für einen Abschnitt des Ferrar-Gletschers. Scott benannte ihn im Zuge der Terra-Nova-Expedition (1910–1913). Namensgeber ist der britische Geograph Thomas Griffith Taylor (1880–1963), der während dieser Forschungsreise denjenigen Mannschaftsteil leitete, der die irrtümliche kartographische Erfassung korrigierte.